# Ian Furneau
Ian Furneau est un joueur seychellois de volley-ball né le 12 août 1981. Il mesure 1,98 m et joue réceptionneur-attaquant.

## Clubs
| Club             | De        | À         |
| ---------------- | --------- | --------- |
| Nice Volley-Ball | 2007-2008 | 2011-2012 |
| Al Hilad         | 2012      |           |
| Beau Vallon      | 2012-2013 | ...       |

## Palmarès
- Médaille d'or des Jeux des îles de l'océan Indien 2011 avec l'équipe des Seychelles de volley-ball[1]